# Китай на зимних Олимпийских играх 1988
Китайская народная республика участвовала в зимних Олимпийских играх 1988, но не завоевала ни одной медали. Тринадцать спортсменов (восемь мужчин и пять женщин) из КНР приняли участие в трёх видах спорта: фигурном катании, лыжных гонках и конькобежном спорте. Наилучшим результатом стало четырнадцатое место, занятое в соревнованиях по фигурному катанию.

## Результаты соревнований

### Конькобежный спорт
Мужчины
| Соревнование | Спортсмены | Результат | Место |
| ------------ | ---------- | --------- | ----- |
| 1500 метров  | Лю Яньфэй  | 1:57,38   | 31    |
| 10000 метров | Лу Шухай   | 14:49,52  | 29    |

Женщины
| Соревнование | Спортсмены | Результат | Место |
| ------------ | ---------- | --------- | ----- |
| 3000 метров  | Чжан Цин   | 4:30,19   | 21    |
| 5000 метров  | Ван Сяоянь | 7:46,30   | 16    |

### Лыжные гонки
Мужчины
| Соревнование              | Спортсмены | Результат | Место |
| ------------------------- | ---------- | --------- | ----- |
| 15 км классическим стилем | Чжао Цзюнь | 50:55,2   | 74    |
| 30 км классическим стилем | Чжао Цзюнь | 1:39:13,9 | 64    |

Женщины
| Соревнование              | Спортсмены    | Результат | Место |
| ------------------------- | ------------- | --------- | ----- |
| 5 км классическим стилем  | Ван Цзиньфэнь | DNF       | —     |
| 10 км классическим стилем | Ван Цзиньфэнь | 38:47,7   | 51    |
| 20 км свободным стилем    | Тан Юйцинь    | 1:06:50,1 | 47    |

### Фигурное катание
Спортсменов — 2
| Соревнование  | Спортсмен           | Обязательный танец | Обязательный танец | Короткая программа/ оригинальный танец | Короткая программа/ оригинальный танец | Произвольная программа/ произвольный танец | Произвольная программа/ произвольный танец | Всего     | Всего |
| Соревнование  | Спортсмен           | Результат          | Место              | Результат                              | Место                                  | Результат                                  | Место                                      | Результат | Место |
| ------------- | ------------------- | ------------------ | ------------------ | -------------------------------------- | -------------------------------------- | ------------------------------------------ | ------------------------------------------ | --------- | ----- |
| Танцы на льду | Чжао Сяолэй Лю Луян | 112,3              | 19                 | 77,7                                   | 19                                     | 81,3                                       | 19                                         | 38,0      | 19    |